# Luigi Taveri
Luigi Taveri (19. rujna 1929. – 1. ožujka 2018.) je bio švicarski vozač motociklističkih utrka.

## Uspjesi u prvenstvima
Svjetsko prvenstvo – 350cc
- trećeplasirani: 1963.

Svjetsko prvenstvo – 250cc
- drugoplasirani: 1956.
- trećeplasirani: 1960.

Svjetsko prvenstvo – 125cc
- prvak: 1962., 1964., 1966.
- drugoplasirani: 1955., 1963.
- trećeplasirani: 1956., 1957., 1958., 1961.

Svjetsko prvenstvo – 50cc
- drugoplasirani: 1965.
- trećeplasirani: 1962., 1966.

Švicarsko prvenstvo – 500cc 
- prvak: 1954.

Švicarsko prvenstvo – 350cc 
- prvak: 1953.

Švicarsko prvenstvo – 250cc 
- prvak: 1954., 1957.

## Vanjske poveznice
- (engl.) motogp.com, Luigi Taveri